# Kézművescímerek
Névváltozatok:
de: Handwerkerwappen

Rövidítések:

A kézművescímerek olyan mesteremberek címerei, akik a céhek vagy más ipari, művészeti szervezetek tagjaiként címert viseltek. A kézművescímerek tehát nem tévesztendők össze a céhcímerekkel.
A kézművescímerek a 14. század végén jelentek meg. Általában személyes vagy családi címerek voltak. A kézművesek és a parasztok eredetileg nem használtak teljes címert. Helyette a házjegyeket és a mesterségjegyeket részesítették előnyben.
A céhcímert annak tagjai nem használhatták változtatás nélkül, személyi címerként, de a házaikon utalási címerként (de: Hinweisschild), illetve a termékeiken garanciajegyként viselhették.  A személyi címer ábráit általában a céh jelképeiből vezették le. Gyakran vétettek a heraldika szabályai, elsősorban a színtörvény ellen, amikor fémre fémet és színre színt helyeztek.